# Imbrasia kafubuensis
Imbrasia kafubuensis is een vlinder uit de familie van de nachtpauwogen (Saturniidae). De wetenschappelijke naam van de soort is, als Nudaurelia kafubuensis, voor het eerst geldig gepubliceerd in 1931 door Bouvier.